# Chryscina Bałachowicz
Chryscina Bałachowicz (biał. Хрысціна Балаховіч, lit. Kristina Balachovič) – litewska artystka narodowości białoruskiej, mieszkająca w Wilnie, członkini białoruskiej organizacji „Sjabryna” na Litwie. 24–25 czerwca 1989 roku brała udział w odbywającym się w Wilnie zebraniu założycielskim Białoruskiego Frontu Ludowego „Odrodzenie”, gdzie została wybrana na członka Sejmu tej organizacji. Za udział w walkach o wolność Litwy została odznaczona Medalem Pamiątkowym 13 Stycznia.